# Uno Terserus
Uno Johannis Terserus Dalekarlus, född 18 december 1642 i Åbo, död 3 september 1675 i Uppsala, var en svensk professor.

## Biografi
Uno Terserus föddes in i Uppsalas akademiska värld. Fadern Johannes Elai Terserus var universitetsrektor, professor i teologi och biskop. Mormodern var Stormor i Dalom. 
Han studerade vid Uppsala universitet och tillhörde Westmanlands-Dala Nation där han var kurator 1664-1666. Han umgick i kretsen med andra professorsbarn, Jonas Columbus söner av vilka en också skulle bli professor, nämligen Johan Columbus. Terserus tog 1668 examen pro gradu in phil för Petrus Fontelius i Uppsala med Quaestio pragmatica, animum elatum cum abjecto, ex occasione verborum Aristotelis om ett stycke i Aristoteles Nichomachiska etiken.
Uno Terserus utsågs till professor i orientaliska språk 1672, till följd av att företrädaren Johannes Buskagrius fått avgå efter att ha drabbats av en djup depression, melankoli. Tre år senare lades den första avhandlingen fram, De ambitionis peste dissertatio. Hans ende respondent var Olaus Blidh Upsaliensis som sedermera blev pedagogus vid Gävle skola.
1675 gifte Terserus sig med Laurentius Stigzelius och Christina Buraeas dotter Elisabeth Lilljemarck (Bureättling), och Johan Columbus skrev till bröllopet ett epigram över namnet Terserus. Han avled dock redan samma år som han gifte sig, tre år efter att han tillträtt professuren. Släktingen Andreas Grubb övertog hans post.